# رافينا (نيويورك)
رافينا (بالإنجليزية: Ravena, New York)‏ هي منطقة سكنية تقع في الولايات المتحدة في مقاطعة ألباني، نيويورك. يقدر عدد سكانها بـ 3,268 نسمة ومساحتها 3.5 كم2 وترتفع عن سطح البحر 70 متر.

## التركيبة السكانية
حدّد مكتب تعداد الولايات المتحدة بيانات التركيبة السكانية لرافينا في تعداد الولايات المتحدة. في ما يلي، التركيبة السكانية حسب تعدادي 2000 و2010.

### تعداد عام 2000
بلغ عدد سكان رافينا 3,369 نسمة بحسب تعداد عام 2000، وبلغ عدد الأسر 1,380 أسرة وعدد العائلات 893 عائلة مقيمة في القرية. في حين سجلت الكثافة السكانية 881.9 نسمة لكل كيلومتر مربع (2,284.1/ميل2). وبلغ عدد الوحدات السكنية 1,487 وحدة بمتوسط كثافة قدره 389.3 لكل كيلومتر مربع (1,008.3/ميل2).
وتوزع التركيب العرقي للقرية بنسبة 92.82% من البيض و2.91% من الأمريكيين الأفارقة و0.27% من الأمريكيين الأصليين و0.65% من الأمريكيين ذوي الأصول الآسيوية و0.03% من سكان جزر المحيط الهادئ و0.98% من الأعراق الأخرى و2.34% من عرقين مختلطين أو أكثر و4.16% من الهسبانيون أو اللاتينيون من أي عرق.
بلغ عدد الأسر 1,380 أسرة كانت نسبة 34.9% منها لديها أطفال تحت سن الثامنة عشر تعيش معهم، وبلغت نسبة الأزواج القاطنين مع بعضهم البعض 48.3% من أصل المجموع الكلي للأسر، ونسبة 13.4% من الأسر كان لديها معيلات من الإناث دون وجود شريك، بينما كانت نسبة 3% من الأسر لديها معيلون من الذكور دون وجود شريكة وكانت نسبة 35.3% من غير العائلات. تألفت نسبة 29.5% من أصل جميع الأسر من عدة أفراد يعيشون في نفس المنزل ونسبة 12.4% كانت تتألف من شخص يعيش بمفرده يبلغ من العمر 65 عاماً أو أكثر. وبلغ متوسط حجم الأسرة المعيشية 2.41، أما متوسط حجم العائلات فبلغ 2.99.
بلغ العمر الوسطي للسكان 35.8 عاماً. وكانت نسبة 25.7% من القاطنين تحت سن الثامنة عشر، وكانت نسبة 8.3% بين الثامنة عشر والرابعة والعشرين عاماً، ونسبة 30.8% كانت واقعةً في الفئة العمرية ما بين الخامسة والعشرين والرابعة والأربعين عاماً، ونسبة 20.1% كانت ما بين الخامسة والأربعين والرابعة والستين، ونسبة 14% كانت ضمن فئة الخامسة والستين عاماً فما فوق. يوجد لكل 100 أنثى 89.9 ذكر، ويوجد لكل 100 أنثى في الثامنة عشر من عمرها فما فوق 85.5 ذكر.
بلغ متوسط دخل الأسرة في القرية 42,875 دولارًا، أما متوسط دخل العائلة فبلغ 54,875 دولارًا. وكان متوسط دخل الذكور 40,351 دولارًا مقابل 26,865 دولارًا للإناث. وسجل دخل الفرد الخاص بالقرية 20,145 دولارًا. وكانت نسبة 8.4% من العائلات ونسبة 8.9% من السكان تحت خط الفقر، وكان من هؤلاء نسبة 12.3% تحت سن الثامنة عشر ونسبة 5.4% في الخامسة والستين من العمر وما فوق.

### تعداد عام 2010
بلغ عدد سكان رافينا 3,268 نسمة بحسب تعداد عام 2010، وبلغ عدد الأسر 1,338 أسرة وعدد العائلات 851 عائلة مقيمة في القرية. في حين سجلت الكثافة السكانية 855.5 نسمة لكل كيلومتر مربع (2,215.7/ميل2). وبلغ عدد الوحدات السكنية 1,514 وحدة بمتوسط كثافة قدره 396.3 لكل كيلومتر مربع (1,026.4/ميل2).
وتوزع التركيب العرقي للقرية بنسبة 90.18% من البيض و4.38% من الأمريكيين الأفارقة و0.18% من الأمريكيين الأصليين و0.92% من الأمريكيين ذوي الأصول الآسيوية و0.03% من سكان جزر المحيط الهادئ و2.02% من الأعراق الأخرى و2.29% من عرقين مختلطين أو أكثر و7.53% من الهسبانيون أو اللاتينيون من أي عرق.
بلغ عدد الأسر 1,338 أسرة كانت نسبة 34% منها لديها أطفال تحت سن الثامنة عشر تعيش معهم، وبلغت نسبة الأزواج القاطنين مع بعضهم البعض 41.4% من أصل المجموع الكلي للأسر، ونسبة 16.6% من الأسر كان لديها معيلات من الإناث دون وجود شريك، بينما كانت نسبة 5.6% من الأسر لديها معيلون من الذكور دون وجود شريكة وكانت نسبة 36.4% من غير العائلات. تألفت نسبة 30.2% من أصل جميع الأسر من عدة أفراد يعيشون في نفس المنزل ونسبة 11.9% كانت تتألف من شخص يعيش بمفرده يبلغ من العمر 65 عاماً أو أكثر. وبلغ متوسط حجم الأسرة المعيشية 2.43، أما متوسط حجم العائلات فبلغ 3.01.
بلغ العمر الوسطي للسكان 37.7 عاماً. وكانت نسبة 24.4% من القاطنين تحت سن الثامنة عشر، وكانت نسبة 8.6% بين الثامنة عشر والرابعة والعشرين عاماً، ونسبة 27.3% كانت واقعةً في الفئة العمرية ما بين الخامسة والعشرين والرابعة والأربعين عاماً، ونسبة 27.3% كانت ما بين الخامسة والأربعين والرابعة والستين، ونسبة 12.5% كانت ضمن فئة الخامسة والستين عاماً فما فوق. وتوزع التركيب الجنسي للسكان بنسبة 48.5% ذكور و51.5% إناث.